# Armia Przesmyku Karelskiego

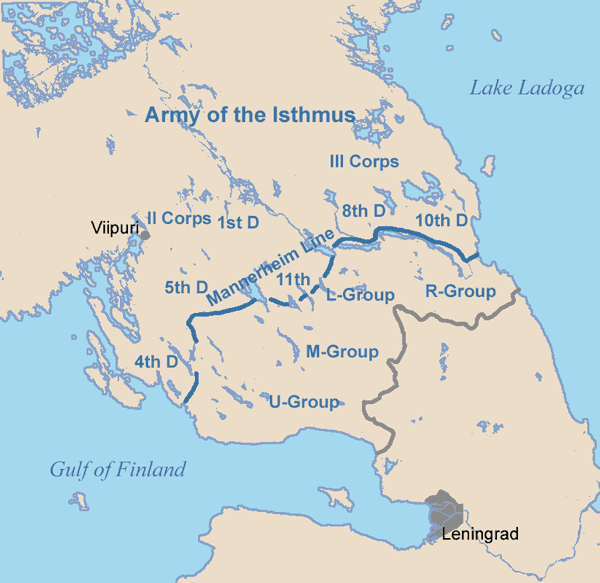
Pozycje Armii Przesmyku Karelskiego

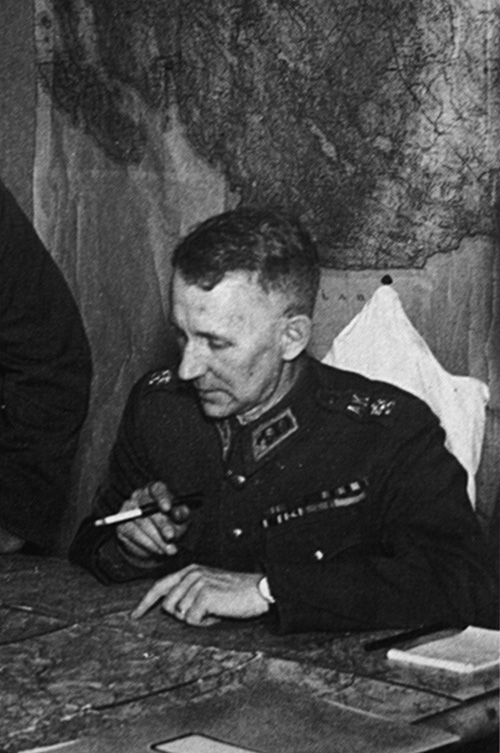
Harald Öhquist

Armia Przesmyku Karelskiego (Kannaksen Armeija, Kan.A) – jedna z armii fińskich sił zbrojnych w czasie wojny zimowej 1939-1940.
Jej dowódcą był gen. por. Hugo Viktor Österman.

## Skład
- II Korpus Armijny – dowódca: gen. por. Harald Öhquist:
  - 4 Dywizja Piechoty,
  - 5 Dywizja Piechoty,
  - 11 Dywizja Piechoty,
  - Grupa "U" (Uusikirkko),
  - Grupa "M" (Mualaa),
  - Grupa "L" (Lipola);
- III Korpus Armijny – dowódca: gen. mjr Ajax Erik Heinrichs:
  - 8 Dywizja Piechoty,
  - 10 Dywizja Piechoty,
  - Grupa "R" (Rautu);
- odwód:
  - 1 Dywizja Piechoty,
  - 1 Rezerwowa Brygada Piechoty,
  - 2 Rezerwowa Brygada Piechoty,
  - trzy dywizjony artylerii;